# Узел, Йиндржих
Йиндржих Узел (чеш. Jindřich Uzel; 10 марта 1868[…], Хомутов — 19 мая 1946, Прага) — чешский энтомолог, фитопатолог и педагог, преподаватель Карлова университета; доктор наук, член Чешской королевской академии.

## Биография
Йиндржих Узел родился 10 марта 1868 года в чешском городке Хомутове, но вырос в Градце-Кралове (Кёниггрец), где благодаря своему отцу Винценцу Узелу, учителю гимназии, он заинтересовался изучением природы. С 1887 по 1891 год изучал естественные науки в Пражском университете, а затем изучал эмбриологию и гистологию в Берлине. В 1895 году он опубликовал монографию о трипсах (Thysanoptera) и в 1896 году был удостоен докторской степени и затем по 1898 год состоял приват-доцентом в альма-матер. 
Узел посетил остров Гельголанд и Лезину, Италию, Индию и другие страны с целью сбора материала для своих работ. Изучая представителей отрядов Thysanoptera и Apterygota; он написал ценные работы по эмбриональному развитию Apterygota и издал первую монографию пузыреногих. Признан «отцом-основателем» научных исследований трипсов.
В 1905 году он был избран специальным членом Королевской Богемской академии наук, словесности и искусств императора Франца-Иосифа.
Некоторое время учёный работал в Королевском ботаническом саду в Перадении на острове Цейлон, затем занимался фитопатологией на научно-исследовательской станции по производству сахарной свеклы в Праге, а с 1920 года был профессором в Чешском техническом колледже (ныне Чешский технический университет).
Йиндржих Узел умер 19 мая 1946 года в городе Праге в возрасте 78 лет.